# Marek Sobczyński
Marek Sobczyński (Varsavia, 29 ottobre 1963 – 5 maggio 1998) è stato un cestista polacco.

## Carriera
Ha disputato due edizioni dei Campionati europei (1985, 1987) con la Polonia.

## Palmarès
- Campionato polacco: 1

Znic Pruszków: 1994-95